# クイックシルバー (マーベル・コミック)
クイックシルバー（Quicksilver）、またはピエトロ・マキシモフ（Pietro Maximoff）は、マーベルコミックスが出版するコミック作品に登場するキャラクターである。スタン・リーとジャック・カービーによって創造された彼は『X-MEN』第4号（1964年3月）で初登場した。マグニートーの息子であり、スカーレット・ウィッチの双子の弟、ポラリスは異母姉妹である。

## 概要
シルバーエイジにデビューしたクイックシルバーは50年以上にわたってマーベル・ユニバースに登場し続け、セルフタイトルも持っていた他、スーパーヒーロー作品『アベンジャーズ』でチームのレギュラーメンバーも務めていた。キャラクターはまたマーベルのアニメーション、アーケードゲーム、テレビゲーム、テレビ番組に登場した他、アクションフィギュアやトレーディングカードも発売された。
2006年にIGNが発表した「歴代のX-メントップ25」では23位となり、「クイックシルバーはヴィランが善人となった模範だ」と評された。

## 出版上の歴史
クイックシルバーは『X-メン』第4号（1964年3月）で初登場し、スタン・リーとジャック・カービーによって創造された。最初期はX-メンの敵役として登場していたが、『アベンジャーズ』第16号（1965年5月）から同チームのメンバーとなり、同誌のレギュラーキャラクターとなった。キャラクターは同誌に多く登場した他、他のタイトルでもチームのメンバー、時には敵として描かれた。
1991年から1993年にかけてクイックシルバーは『X-ファクター』のレギュラーキャタクターを務めた。
1993年11月には初のソロシリーズとなる『クイックシルバー』誌の刊行が始まり、13号まで続いた。
クイックシルバーは『アベンジャーズ・アカデミー』誌ではサポートキャラクターとして第1号（2010年8月）から最終第39号（2013年1月）まで登場した。2014年からはマーベルNOW!の第2展開の一部としてリランチされた『All-New X-Factor』誌で同チームのメンバーとなった。

## キャラクターのバイオグラフィ
クイックシルバーとその双子の姉のスカーレット・ウィッチ（ワンダ・マキシモフ、スカーレット・ウィッチはクイックシルバーより30秒早く生まれた）は、ブラザーフッド・オブ・イヴィル・ミュータンツの一員として初登場した。両者共にミュータントであり、ピエトロは超人的スピードでの移動、ワンダは確率をコントロールする能力を有していた。ワンダが能力に目覚めると両者は実父であるマグニートーによって保護された。クイックシルバーは姉を守るために留まったのであった。幾度かのアベンジャーズとの戦いの後、宇宙的存在のストレンジャーによってマグニートーとその仲間のトードが拉致されると2人はブラザーフッドから離脱した。両者はその後ヨーロッパを旅した。2人はアベンジャーズが新メンバーを探しており、自分たちへの支持を得たいと考えると、更生し、アイアンマンによってチームに迎えられた。
クイックシルバーとスカーレット・ウィッチ、リーダーのキャプテン・アメリカと元ヴィランのホークアイの4名はアベンジャーズの第2世代メンバーとなり、後に「Cap's Kooky Quartet」と呼ばれた。クイックシルバーは当初自分こそがリーダーであるべきだと考えていたが、最初のミッションでモールマンに捕らえられた。彼はモールマンを倒した他のアベンジャーズによって救出されたが、その後もしばしば他のメンバーとの衝突を起こした。スカーレット・ウィッチはホークアイと親友となり、2人はチームの忠実なメンバーを務める。しかしながら任務中にスカーレット・ウィッチが偶然マグニートーによって攻撃されると、クイックシルバーは傷ついた姉を連れてアベンジャーズを去った。2人はX-メンが捕らえられているマグニートーの中部大西洋の基地へと同行し、ピエトロはそのメンバーであるサイクロプスとの小競り合いを引き起こした。クイックシルバーが『アメイジング・スパイダーマン』に単独登場した後、姉弟はマグニートーが本物の悪党であったと認識する。ピエトロとワンダは再び『X-メン』誌に登場し、他のミュータントと共にロボットのセンチネルによって捕獲されるが、X-メンによって救出された。
クイックシルバーは『アベンジャーズ』誌に再登場し、ワンダが武人アーコンによって異次元へと拉致されたことを伝えた。ワンダが救出されると姉弟はチームに復帰した。あるミッションでクイックシルバーがセンチネルの攻撃で負傷してチームと離れると、インヒューマンズのクリスタルによって発見された。クリスタルの介護によりピエトロは回復し、そして両者は結婚した。また姉弟は第二次世界大戦時のヒーローであったウィザーことロバート・フランクと出会う。かつて妻とともにワンダゴア（姉弟が産まれた地）で過ごしていた彼はピエトロとワンダを自分の子供だと思い、アベンジャーズに参加した。またスカーレット・ウィッチがアベンジャーズのメンバーでアンドロイドでもあるビジョンと恋愛関係となるとピエトロは当初猛反発したが、最終的には2人の結婚を祝福した
クイックシルバーが『ファンタスティック・フォー』アニュアルでインヒューマンズとファンタスティック・フォーと共にスフィンクスと戦った後、『アベンジャーズ』誌上でジプシーのジャンゴ・マキシモフによって育てられたという姉妹の生い立ちが説明され、2人は故郷であるワンダゴア山へと戻った。アベンジャーズとエルダー・ゴッドのクトーンとの戦い後、姉弟はハイ・エボリューショナリーが創造したニューメンの1人のボヴァにより、彼らはロバート・フランクではなくマキシモフの子であることを知らされる。その後クイックシルバーはインヒューマンズの都市であるアティランに戻り、『ファンタスティック・フォー』誌上でクリスタルとのあいだに娘のルナをもうけていたことが明かされた。
リミテッドシリーズ『Vision and the Scarlet Witch』にて、マグニートーはピエトロとワンダは行方不明となっている自分の子供であることを明かすようにボヴァに強い、そして2人に明かされた。姉弟の実母であるマグダの死亡後、子供たちはハイ・エボリューショナリーからジャンゴ・マキシモフのもとに預けられ、彼の子供として育てられたのだった。ピエトロとワンダはマグニートーを拒絶した。またクリスタルとの結婚生活は破綻した。クリスタルの叔父のマキシマムスはクイックシルバーに精神病を引き起こさせるために技術を使った。
クイックシルバーはウェスト・コースト・アベンジャーズと戦い、インヒューマンズに捕捉され、彼の精神は回復された。自身の行動を後悔したピエトロはワンダを捕らえていたマグニートーとイモータスと戦うアベンジャーズ・ウェスト・コーストを支援した。回復したもののピエトロはクリスタルとの復縁を拒否し、スーパーヒーローチームのX-ファクターへと参加した。クイックシルバーとクリスタルは、ストーリーライン「Bloodties」でアベンジャーズ、X-ファクター、X-メンが彼らの娘のルナを誘拐しようとするミュータント・テロリストのグループ止めようとした際に再会し、ジェノーシャでの内戦に参加した。この戦いの後、クイックシルバーはクリスタルとアベンジャーズのブラックナイトの恋愛関係を知り離脱し、またX-ファクターも辞めた。
クイックシルバーはリミテッドシリーズ『Magneto Rex』で登場し、義理の姉妹であるポラリスと共にジェノーシャの統治者となった父マグニートーをスパイした。マグニートーに対抗するためにアベンジャーズが結集された際にクイックシルバーは除外された。クイックシルバーは『アベンジャーズ』に頻出した他、『ミュータントX』、『X-ファクター』、『X-メン』といったミュータント作品、さらにリミテッドシリーズ『X-メン: エイジ・オブ・アポカリプス』にも登場した。

### ハウス・オブ・M
ワンダが精神を病んで能力が暴走させるとヒーローたちが彼女の殺害を議論し始めた。姉を守りたいピエトロは彼女の現実改変能力を発現させ、ミュータントが多数派で人類が少数派で、父マグニートーが統治者となり、また仲間のヒーローたちの願いが実現した世界に作り替えさせた。だが、記憶を全て取り戻すことを願っていたウルヴァリンは改変前の世界を覚えており、彼はレイラ・ミラーと共にヒーローたちを集めて元の記憶を取り戻させ、マグニートーとの戦いの最中に事件の黒幕がクイックシルバーであることが突き止められた。怒ったマグニートーは彼を殺害するが、それを見ていたワンダによってピエトロは復活させられ、そして世界は元の歴史に戻った。しかしながら世界再改変の直前にワンダがミュータント消滅を願ったため、ピエトロを含む全世界のミュータントの98%から能力が消失した。

### サン・オブ・M
リミテッドシリーズ『サン・オブ・M』では、テリジェンミスト（インヒューマンズのパワーの源）を浴び、ブラックボルトに無許可でテリジェンクリスタルを身体に取り入れて能力を取り戻そうと奮闘するクイックシルバーの物語が描かれた。テリジェンクリスタルを取り入れた結果、クイックシルバーは新たに「時間跳躍」の能力を手に入れ、娘のルナを連れ去った。クリスタルはミュータントに能力を取り戻させることができるが、非インヒュマンズには極端な影響を与え、死に至らしめる作用があることをクイックシルバーは知る。クイックシルバーとクリスタルはブラックボルトがクリスタルの返還を要求した「サイレント・ウォー」の際に再会する。クリスタルは彼がどのようにしてミュータント能力を得たのかを知ると、インヒューマンズの法に基づいて結婚の解消を宣言した。
『X-ファクター』誌で他のミュータントによりクイックシルバーの身体からクリスタルは除去され、彼の能力は再び失われた。その後、ワンショット『X-Factor: The Quick and the Dead』で浮浪者となり投獄されたクイックシルバーは能力を取り戻した。刑務所で彼は無実の人間を助け出し、再びヒーローとして目覚めた。

### マイティ・アベンジャーズ
クイックシルバーは『マイティ・アベンジャーズ』誌に登場し、エルダー・ゴッドのクトーンによって精神をダークホールドという魔術書に閉じ込められ、操られてしまう。アベンジャーズはクトーンを倒し、クイックシルバーは元の身体に戻る前はビジョンの身体に「ダウンロード」されていた。クイックシルバーはチームをまとめたのがワンダ（実はアスガルドの神であるロキの変装）であることを知ると自身もチームに参加した。「シークレット・インベージョン」事件の後、クイックシルバーはかつて自分が引き起こした事件はスクラルが化けた偽物の仕業であると主張して免罪となった（この嘘はヘンリー・ピム、娘のルナ、アベンジャーズの執事のジャービスには見破られていた）。クイックシルバーはまたかつて着ていた緑のコスチュームを再び身につけた。クイックシルバーはインヒューマンズに対しても過去の誤ちはスクラルの偽物によるものだと主張するが、事実を見破っていたルナからは尊敬を失った。

## パワーと能力
厳密には彼の能力は、音速移動が出来る程の身体能力である。超人的なスピードで移動でき、超人的に思考出来るミュータント能力を有している。

## 他のバージョン

### アルティメット・マーベル
アルティメット・マーベルのクイックシルバーは、マグニートーからの恒常的な虐待によって歪められていた。キャラクターはアース616よりも速く、10代の頃には既にマッハ10に到達していた。

### マーベル・ゾンビーズ
リミテッドシリーズ『マーベル・ゾンビーズ』はウイルス感染によって肉食ゾンビで溢れてしまったアース2149を舞台としており、クイックシルバーはゾンビ化したミスティーク（その際にはスカーレット・ウィッチの姿に変身）によって襲われた。ゾンビ化したクイックシルバーはその能力により短時間で世界中にウイルスをばらまいた。クイックシルバーはリミテッドシリーズ『マーベル・ゾンビーズ3』で再登場し、ゾンビ化したウィルソン・フィスクの下で働いている姿が描写された。クイックシルバーは最終的にアース616のマシンマンの罠に掛かり、破壊された。

## MCU版
マーベル・シネマティック・ユニバース（MCU）ではアーロン・テイラー＝ジョンソンがマキシモフ兄妹の兄であるピエトロ・マキシモフ/クイックシルバーを演じる。日本語吹替は小松史法が担当。
本シリーズではミュータントではなく、双子のワンダ・マキシモフ/スカーレット・ウィッチや、既に故人である両親揃って普通の人間であり、その後“ヒドラ”の科学者の人体実験により、超能力を得たという設定になっている。
テイラー＝ジョンソンとワンダ役のエリザベス・オルセンは同役で複数の作品に出演する契約を交わしている。

### キャラクター像
1989年生まれ。東欧の小国である“ソコヴィア”出身の青年で、10歳の頃に家に着弾した砲撃により父オレグと母イリーナを失い、さらに続けて自分たち兄妹の近くに着弾した“スターク・インダストリーズ”製の砲弾は不発だったものの、それから2日間、いつ爆発するとも知れない恐怖に怯え続けたという過去を持つ。それ以来、マキシモフ兄妹はトニー・スターク/アイアンマンと彼が所属する“アベンジャーズ”を憎悪するようになり、反対運動に参加後、ヒドラの人体実験に志願し、超高速移動能力を持つ強化人間となった。
ワンダとは双子の兄妹であり、基本的に彼女の意向に従順で、命をかけてでもワンダを守ろうと心に誓っている。すぐにカッとなりがちで、ソーが投げた“ムジョルニア”を奪おうとするほど自分の能力を鼻にかけるあまり調子に乗りやすい一面もある。走りやすくするため、常に身体にフィットしたスポーツウェアとスニーカーに身を包んでいる。

### 能力
“セプター（マインド・ストーン）”を用いた人体実験で得た、驚異的な新陳代謝機能と効率が上がった身体器官の制御による超高速移動能力を持ち、この能力を活かした高速パンチやタックルを主な攻撃手段とし、敵からの攻撃の多くも容易に躱すことができる。

### 各作品での活躍
『キャプテン・アメリカ/ウィンター・ソルジャー』
エンドロール後にカメオ出演する形でMCU初登場。ソコヴィア基地のブース内で、超高速移動能力に適応するための練習を行うも、力を上手く操れず内壁に身体を連続でぶつける姿を見せる。
『アベンジャーズ/エイジ・オブ・ウルトロン』
本作では、物語の中盤まではアベンジャーズの敵として、後半以降はアベンジャーズと共闘する。その中で、クリント・バートン/ホークアイとは小競り合いを数回繰り広げた。
ソコヴィア基地に攻め込んできたアベンジャーズに対抗するため、バロン・ストラッカーらの指示を待たずに参戦。クリントをあしらうが、ストラッカーらがアベンジャーズに捕縛されるとワンダと共に一度行方を眩ました。
その後、新たに誕生したウルトロンと結託し、南アフリカ沖で彼とユリシーズ・クロウの取引に赴くと、再び現れたアベンジャーズに挑むも、油断して不意を突かれ、ウルトロンが一度倒されてワンダも消耗したため、彼女を連れてその場から退いだ。
だがウルトロンの真の目的を知ると、彼から離反。ソウルでウルトロンに挑むスティーブ・ロジャース/キャプテン・アメリカを援護し、戦闘に巻き込まれた電車の乗客たちをワンダと2人で救った。そこからスティーブに連れられてアベンジャーズに協力することを決め、母国を救うために国民たちの避難活動と、ウルトロン軍団との戦いに身を投じる。多数のウルトロン・セントリーを破壊するも、奪った“クインジェット”で奇襲してきたウルトロンから、逃げ遅れた少年“コステル”と彼を救おうとしたクリントを守り、自身はウルトロンからの銃撃を浴びて命を落とす。
その亡骸はクリントによって救助艇に乗せられ、ウルトロン打倒後にクリントは、愛妻のローラ・バートンとの間に生まれた第3子のミドルネームに、彼への恩義から“ピエトロ”と名付けた。
『ワンダヴィジョン』
演 - ガブリエル・グレーヴィッチ
本作では1989年時の10歳の頃のピエトロが、ワンダのハロウィンの思い出の中と、アガサ・ハークネスが辿ったワンダの記憶の中で登場。前述のソコヴィアの自宅の場面で、海外ドラマのビデオを家族で視聴していたところに爆撃に巻き込まれた際の詳細が描写された。
このほかにも、アグネス（アガサ）がワンダの元に差し向けた“ラルフ・ボーナー”という青年がそのままの人相でピエトロを装い、第5話の終盤から登場。演じたのはエヴァン・ピーターズで、日本語吹替は吉野裕行が担当した。

## 他のメディア

### テレビ
- テレビアニメ『The Marvel Superheroes』のキャプテン・アメリカのセクションではアベンジャーズの1人としてクイックシルバーが登場した[51]。
- テレビアニメ『X-MEN』では計3話にわたって登場し、エイドリアン・イーガンが声優を務めた。彼は当初はX-ファクターのメンバーとして登場し、後に彼と姉のスカーレット・ウィッチがマグニートーの子供であることが明かされた。
- テレビアニメ『X-メン:エボリューション』では複数回登場し、リチャード・イアン・コックス（英語版）が声優を務めた。
- テレビアニメ『Wolverine and the X-Men』ではブラザーフッド・オブ・ミュータンツの一員として登場し、マーク・ヒルドレス（英語版）が声優を務めた。
- テレビアニメ『The Super Hero Squad Show』では第1シーズン第21話「Hexed, Vexed, and Perplexed」で登場し、スコット・メンヴィルが声優を務めた。

### その他の映画
X-MENシリーズ
- 演 - エヴァン・ピーターズ

日本語吹替 - 吉野裕行
2014年の映画『X-MEN:フューチャー&パスト』でピーター・マキシモフの名で登場。マグニートーとも対面を果たしていて、クイックシルバーが「母親が"金属を操る男"と昔 付き合っていたらしい」と語っている。しかし互いに親子であるという言及は劇中ではされず、本人達にもその自覚はない。スカーレットウィッチは登場せず、存在も不明だが、劇中終盤で幼い少女を抱きかかえているシーンがある。削除シーンを追加した『ローグエディション』では、もう一人別の姉妹の存在が示唆されている。『X-MEN:アポカリプス』ではマグニートーに捨てられた家族であることが明言される。最後までマグニートーに息子として名乗り出ることはなく、終盤にX-MENのメンバー入りを果たす。本作にもスカーレット・ウィッチは登場しないが、同じくマグニートーを父とする異母姉妹ニーナが登場する。動物と交歓、使役する能力を持っていたが、自らを人質として父マグニートーが拘束されようとした際に能力を暴走させ、それに恐怖した当局の手によって殺害されている。
なお、演じたピーターズは前述の『ワンダヴィジョン』にもクイックシルバー役で出演した。

### テレビゲーム
- 『Captain America and the Avengers』ではサポートキャラクターとしてクイックシルバーが登場した。
- 『X-Men Legends II: Rise of Apocalypse』ではクイックシルバーがカメオ出演している。
- 『Marvel: Ultimate Alliance 2』のPSP、PS2、Wiiではボスキャラクターとして登場し、ロバート・ティンクラーが声優を務めた。
- 『Marvel Super Hero Squad: The Infinity Gauntlet』ではプレイ可能キャラクターとして登場し、スコット・メンヴィルが声優を務めた。
- 『X-Men: Destiny』でクイックシルバーが登場し、スニ・ルマルホトラが声優を務めた。
- Facebookゲーム『Marvel: Avengers Alliance』ではプレイ可能キャラクターとして登場した。
- 『Marvel Super Hero Squad Online』ではプレイ可能キャラクターとして登場した。